# Yohann Gène
Yohann Gène (* 25. Juni 1981 in Pointe-à-Pitre) ist ein ehemaliger französischer Radrennfahrer aus Guadeloupe.

## Karriere
Yohann Gène fuhr in seiner gesamten Karriere in Radsportteams von Jean-René Bernaudeau, zunächst von 1999 an für das Vereinsteam Vendée U, bevor er 2005 zur Profimannschaft wechselte, die damals Bouygues Télécom hieß und eine Lizenz als UCI ProTeam besaß. Ebenfalls im Jahr 2005 bestritt er mit der Vuelta a España seine erste Grand Tour und beendete das Rennen als 127. der Gesamtwertung. Er bestritt in den Jahren 2006, 2007 und 2009 den Giro d’Italia und von 2011 bis 2017 jeweils die Tour de France; es heißt, er war der erste schwarze Sportler, der bei der Tour startete. Sein bestes Ergebnis bei der Tour de France war Platz 128 im Jahr 2014. Im Jahr 2009 gewann er mit einer Etappe der Tour de Langkawi seinen ersten internationalen Wettbewerb. Seine größten Karriereerfolge waren die Gesamtwertungssiege des gabunischen Etappenrennens La Tropicale Amissa Bongo 2013 und 2017. Nach Ablauf der Saison 2019 beendete er seine Karriere als Aktiver.

## Erfolge
2009
- eine Etappe Tour de Langkawi

2010
- eine Etappe La Tropicale Amissa Bongo

2011
- zwei Etappen La Tropicale Amissa Bongo
- eine Etappe Tour of South Africa

2012
- zwei Etappen und Punktewertung La Tropicale Amissa Bongo

2013
- Gesamtwertung, Punktewertung und eine Etappe La Tropicale Amissa Bongo
- eine Etappe Route du Sud

2014
- eine Etappe Boucles de la Mayenne

2015
- Punktewertung La Tropicale Amissa Bongo

2017
- Gesamtwertung und eine Etappe La Tropicale Amissa Bongo

## Grand Tour-Platzierungen
| Grand Tour            | 2005 | 2006 | 2007 | 2008 | 2009 | 2010 | 2011 | 2012 | 2013 | 2014 | 2015 | 2016 | 2017 | 2018 | 2019 |
| --------------------- | ---- | ---- | ---- | ---- | ---- | ---- | ---- | ---- | ---- | ---- | ---- | ---- | ---- | ---- | ---- |
| Giro d’ItaliaGiro     | –    | 149  | DNF  | –    | DNF  | –    | –    | –    | –    | –    | –    | –    | –    | –    | –    |
| Tour de FranceTour    | –    | –    | –    | –    | –    | –    | 156  | 139  | 158  | 128  | 137  | 158  | 134  | –    | –    |
| Vuelta a EspañaVuelta | 127  | –    | –    | –    | –    | –    | –    | –    | –    | –    | –    | –    | –    | –    | –    |